# Сандаред
Сандаред (на шведски: Sandared) е град в югозападната част на Швеция, лен Вестра Йоталанд, община Бурос. Намира се на около 380 km на югозапад от столицата Стокхолм, на около 60 km на североизток от центъра на лена Гьотеборг и на 10 km на югозапад от общинския център Бурос. Има жп гара. Населението на града е 3160 жители според данни от преброяването през 2010 г.